# Adriaan Lieffering
Adrianus Johannes (Adriaan) Lieffering (Den Haag, 12 juni 1884 – Bussum, 26 september 1951) was een Nederlands violist.
Hij was zoon van Adrianus Johannes Lieffering en Johanna Helena Lippe. Hij was getrouwd met Margarete Reich  en Gretchen Luise Julie Sand. Hij werd begraven op Oud Eik en Duinen. 
Hij kreeg zijn muziekopleiding aan het Haags conservatorium. Zijn vioolleraren waren Rudersdorf, Mulder, Hoffmann en André Spoor. Verder had hij les op de piano van onder andere Carel Oberstadt en muziekgeschiedenis en orekestspel van Henri Viotta. Verder volgde nog een studie in Berlijn bij Anton Witek. Hij werd daar ook eerste violist bij de Berliner Philharmoniker van Arthur Nikisch waarbij hij tevens plaatsvervangend concertmeester was. Van 1907 tot 1910 gaf hij les aan het Winterfeld Conservatorium aldaar. Daarna volgden nog aanstelling aan het Löwe Conservatorium (1912-1913) en Stettiner Meisterschule des Geigenspiel (1913-1923).  Hij werd gevraagd voor een positie in Valparaíso (Chili), maar ging er niet op in. In plaats daarvan kwam hij terug naar Nederland om zich te vestigen in Het Gooi en werd hoofdleraar aan de Gooise Muziekschool in Bussum, maar gaf ook elders les. Hij stond bekend als uitmuntend solist, wellicht mede omdat hij de beroemde Petri-Stradivarius uit 1700, vernoemd naar professor Henri Petri, mocht bespelen. Max Brode was voor Petri de gebruiker van de viool.